# Замостье (Пуховичский район)
Замостье (бел. Замосце) — деревня в Пуховичском районе Минской области Республики Беларусь. Входит в состав Новопольского сельсовета. Располагается в 43 км на северо-запад от Марьиной Горки, и в 36 км от Минска.

## История

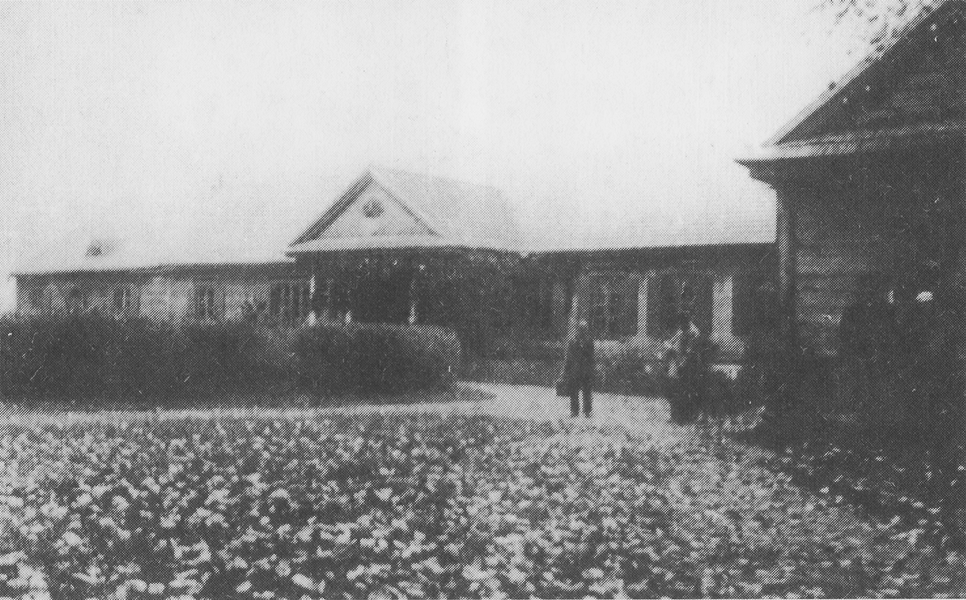
Усадьба Ельских

Деревня была основана в 1870 году в составе Дудицкой волости Игуменского уезда Минской губернии, и была собственностью Александра Ельского.
С февраля по декабрь 1918 года оккупирована войсками кайзеровской Германии, с августа 1919 до июля 1920 — войсками Польши. С 1919 в составе БССР.
В начале 1930-х создан колхоз «Новый путь». Во время Второй мировой войны, с конца июня 1941 до начала июля 1944 деревня оккупирована войсками нацистской Германии, которые в марте 1943 сожгли её. После войны деревня была восстановлена .

## Население
- 1897 — 41 житель
- 1917—107 жителей
- 1940 — 72 жителя, 19 дворов
- 1999 год — 16 жителей
- 2010 год — 7 жителей

## Достопримечательность

### Утраченное наследие
- Фрагменты усадьбы Ельских[бел.] (1860-е) не сохранились. Частично сохранился парк, посаженный последним владельцем, и аллеи из кленов, белых тополей и столетних лиственниц.

## Известные личности
- Александр Карлович Ельский (10.9.1916, имение Замостье) — белорусский историк, краевед, публицист, один из первых историков белорусской литературы и собирателей белорусских рукописей.